# Diptilon barbata
Diptilon barbata là một loài bướm đêm thuộc phân họ Arctiinae, họ Erebidae.